# 讓-米歇爾·塞弗
讓-米歇爾·塞弗（法語：Jean-Michel Saive，法語發音：[ʒɑ̃ miʃɛl sɛv]；1969年11月17日—），比利時職業乒乓球运动员。塞弗出生於乒乓球世家，父母都是乒乓球國手。塞弗9歲開始練習乒乓球，11歲開始接受中國籍教練王大勇輔導，13歲參與國際賽。1994年获得欧洲乒乓球锦标赛男子单打的冠军。1994年以來曾排名世界第一共515天（1994年2月9日－1995年6月8日，1996年3月26日－1996日4月24日），這時期的排名常與中國的孔令輝、王濤互有領先。塞弗比賽時肢體語言豐富，常會帶現場氣氛，但也有咆哮、摔拍等缺點。
2008年，國際乒聯授予塞弗、克羅地亞選手普里莫拉茨和瑞典選手佩爾森三人「特別貢獻獎」，以表彰他們參與了自乒乓球項目入奧以來全部六屆奧運会乒乓球賽事的單打比賽。

## 主要獎項
- 1989年世界杯第四；
- 1990年欧锦赛混双亚军；
- 1991年世界杯第四；
- 1992年欧锦赛男单亚军；
- 1993年第42届世乒赛男单亚军，欧洲12强赛男单第三；
- 1994年欧锦赛男单冠军、男双亚军，欧洲12强赛男单冠军，世界杯男单亚军；
- 1995年欧洲12强赛男单第三，第43届世乒赛男双八强；
- 1996年欧洲12强赛男单亚军，世界杯男单第四；
- 1997年英国公开赛男单冠军，马来西亚公开赛男单亚军，国际乒联总决赛男单四强；
- 1998年美国公开赛男单、男双冠军，克罗地亚公开赛男单、男双亚军，欧洲12强赛男单第三；
- 1999年巴西公开赛男双冠军，捷克公开赛男单亚军，法国公开赛男双亚军；
- 2000年世界杯男单第四；
- 2001年巴西公开赛男单亚军，美国公开赛男单四强，欧洲12强赛男单第三，国际乒联总决赛男单四强，世乒赛男团亚军；
- 2002年卡塔尔公开赛男单冠军，埃及公开赛男单亚军，欧洲12强赛男单第五；
- 2003年马来西亚公开赛男单四强，世界杯男单第四名，欧洲12强赛男单第五；
- 2004年埃及公开赛男单四强，奥地利公开赛男单亚军，欧洲12强赛男单第九；
- 2005年欧锦赛男单亚军，欧洲12强赛男单第九，瑞典公开赛男单亚军，总决赛男单亚军。